# ویلیس آمریکار
ویلیس آمریکار (Willys Americar) خودرویی است که در سال‌های ۱۹۳۷ تا ۱۹۴۲در تولیدو و  اوهایو تولید شده‌است. ‌است. 
موتور آن ۴۳۳ سی‌سی  است.